# Holmenkollen skifestival
Holmenkollen skifestival, förutvarande Holmenkollrennene och numera officiellt Holmenkollen FIS World Cup Nordic, är ett årligen återkommande tävlingsevenemang i längdskidåkning i Norge. Tävlingarna är årliga, brukar hållas i mars, och har pågått sedan 1892 med undantag för 1898 samt andra världskriget (1941–1945). Tävlingarna arrangeras av Skiforeningen och hålls vid Holmenkollen nasjonalanlegg och Holmenkollbakken.

### Fotnoter
1. ↑  ”Holmenkollrennene - vinnere” (på norska). Store norske leksikon. http://snl.no/skiidrett/vinnere_av_Holmenkollrennene. Läst 11 mars 2012.
2. ↑  ”Fakta om längdskidåkning” (på svenska). Svenska Dagbladet. 26 januari 2006. https://www.svd.se/fakta-om-langdskidakning. Läst 2 maj 2019.